# Úrvalsdeild (2018)
Úrvalsdeild (2018) (znana jako Pepsi Deildin ze względów sponsorskich) –
107. edycja najwyższej klasy rozgrywkowej piłki nożnej na Islandii.
Brało w niej udział 12 drużyn, które w okresie od 27 kwietnia do 29 września 2018 rozegrały 22 kolejki meczów.
Valur zdobył drugi tytuł z rzędu, a dwudziesty drugi w swojej historii.

## Drużyny
| Uczestnicy poprzedniej edycji                                                                                 | Uczestnicy poprzedniej edycji | Uczestnicy poprzedniej edycji | Uczestnicy poprzedniej edycji |
| --- | ----------------------------- | ----------------------------- | ----------------------------- |
| VAL | Valur                         | 1                             |                               |
| STJ | Stjarnan                      | 2                             |                               |
| FH | FH                            | 3                             |                               |
| KRE | KR                            | 4                             |                               |
| GRI | Grindavík                     | 5                             |                               |
| BRE | Breiðablik                    | 6                             |                               |
| KA | KA Akureyri                   | 7                             |                               |
| VÍR | Víkingur Reykjavík            | 8                             |                               |
| ÍBV | ÍB Vestmannaeyja              | 9                             |                               |
| FJÖ | Fjölnir                       | 10                            |                               |
| Awans z 1. deild 2017                                                                                         |                               |                               |                               |
| FYL | Fylkir                        | 1                             |                               |
| ÍBK | Keflavík                      | 2                             |                               |
| Oznaczenia: - kolumna pierwsza – skróty nazw drużyn, - kolumna trzecia – miejsce zajęte w poprzednim sezonie. |                               |                               |                               |

## Tabela
| Lp. | Drużyna      | M  | Z  | R | P  | B+ | B– | +/– | Pkt | Kwalifikacja lub spadek                     |
| --- | ------------ | -- | -- | - | -- | -- | -- | --- | --- | ------------------------------------------- |
| 1   | Valur (M)    | 22 | 13 | 7 | 2  | 50 | 24 | +26 | 46  | Liga Mistrzów UEFA • I runda kwalifikacyjna |
| 2   | Breiðablik   | 22 | 13 | 5 | 4  | 39 | 17 | +22 | 44  | Liga Europy UEFA • I runda kwalifikacyjna   |
| 3   | Stjarnan (P) | 22 | 11 | 7 | 4  | 45 | 26 | +19 | 40  | Liga Europy UEFA • I runda kwalifikacyjna   |
| 4   | KR           | 22 | 10 | 7 | 5  | 36 | 25 | +11 | 37  | Liga Europy UEFA • I runda kwalifikacyjna   |
| 5   | FH           | 22 | 10 | 7 | 5  | 36 | 28 | +8  | 37  |                                             |
| 6   | ÍBV          | 22 | 8  | 5 | 9  | 29 | 31 | −2  | 29  |                                             |
| 7   | KA           | 22 | 7  | 7 | 8  | 36 | 34 | +2  | 28  |                                             |
| 8   | Fylkir       | 22 | 7  | 5 | 10 | 31 | 37 | −6  | 26  |                                             |
| 9   | Víkingur R.  | 22 | 6  | 7 | 9  | 29 | 38 | −9  | 25  |                                             |
| 10  | Grindavík    | 22 | 7  | 4 | 11 | 26 | 37 | −11 | 25  |                                             |
| 11  | Fjölnir (S)  | 22 | 4  | 7 | 11 | 22 | 44 | −22 | 19  | Spadek do 1. deild karla                    |
| 12  | Keflavík (S) | 22 | 0  | 4 | 18 | 11 | 49 | −38 | 4   | Spadek do 1. deild karla                    |

## Wyniki
| Gospodarz \ Gość | BRE | FH  | FJÖ | FYL | GRI | ÍBV | KA  | KEF | KR  | STJ | VAL | VIK |
| ---------------- | --- | --- | --- | --- | --- | --- | --- | --- | --- | --- | --- | --- |
| Breiðablik       |     | 4–1 | 2–1 | 2–0 | 1–1 | 4–1 | 4–0 | 1–0 | 1–0 | 0–1 | 1–3 | 0–0 |
| FH               | 1–3 |     | 1–0 | 1–1 | 2–1 | 0–2 | 3–1 | 2–2 | 4–0 | 2–3 | 2–1 | 3–0 |
| FJÖ              | 0–2 | 2–3 |     | 2–1 | 0–1 | 1–1 | 2–2 | 0–0 | 1–1 | 1–3 | 0–2 | 2–2 |
| Fylkir           | 0–3 | 1–1 | 7–0 |     | 3–1 | 2–1 | 2–1 | 2–0 | 2–5 | 0–2 | 0–0 | 2–3 |
| Grindavík        | 0–2 | 0–1 | 0–1 | 2–1 |     | 2–5 | 1–2 | 3–0 | 1–1 | 2–2 | 2–1 | 2–1 |
| ÍBV              | 0–0 | 0–0 | 1–1 | 0–1 | 3–0 |     | 2–1 | 1–0 | 2–0 | 2–1 | 0–1 | 1–1 |
| KA               | 0–0 | 1–1 | 2–0 | 5–1 | 4–3 | 2–0 |     | 0–0 | 0–1 | 1–2 | 3–3 | 4–1 |
| Keflavík         | 1–2 | 1–3 | 1–2 | 1–2 | 0–2 | 1–3 | 0–3 |     | 0–4 | 0–2 | 0–2 | 0–4 |
| KR               | 1–1 | 2–2 | 0–0 | 1–1 | 1–0 | 4–1 | 2–0 | 3–1 |     | 1–0 | 1–1 | 0–1 |
| Stjarnan         | 2–1 | 0–1 | 6–1 | 3–0 | 1–1 | 2–1 | 1–1 | 2–2 | 2–3 |     | 1–1 | 3–3 |
| Valur            | 2–1 | 2–1 | 5–3 | 2–2 | 4–0 | 5–1 | 3–1 | 4–1 | 2–1 | 2–2 |     | 4–1 |
| VIK              | 2–3 | 1–1 | 1–2 | 1–0 | 0–1 | 2–1 | 2–2 | 1–0 | 2–3 | 0–4 | 0–0 |     |

## Najlepsi strzelcy
| Bramki | Strzelcy                  | Drużyna    |
| ------ | ------------------------- | ---------- |
| 17     | Patrick Pedersen          | Valur      |
| 16     | Hilmar Árni Halldórsson   | Stjarnan   |
| 11     | Pálmi Rafn Pálmason       | KR         |
| 10     | Ásgeir Sigurgeirsson      | KA         |
| 10     | Thomas Mikkelsen          | Breiðablik |
| 9      | Steven Lennon             | FH         |
| 8      | Gunnar Heiðar Þorvaldsson | ÍBV        |

Źródło: soccerway

## Stadiony
| Breiðablik     |
| -------------- |
| Kópavogsvöllur |
| 5501           |
|                |

| FH         |
| ---------- |
| Kaplakriki |
| 6738       |
|            |

| Fjölnir         |
| --------------- |
| Extra völlurinn |
| 2000            |
|                 |

| Fylkir              |
| ------------------- |
| Floridana völlurinn |
| 5000                |
|                     |

| Grindavik         |
| ----------------- |
| Grindavíkurvöllur |
| 1750              |
|                   |

| ÍBV            |
| -------------- |
| Hásteinsvöllur |
| 3034           |
|                |

| KA              |
| --------------- |
| Akureyrarvöllur |
| 1770            |
|                 |

| Keflavík       |
| -------------- |
| Nettóvöllurinn |
| 5 200          |
|                |

| KR        |
| --------- |
| KR-völlur |
| 3333      |
|           |

| Stjarnan      |
| ------------- |
| Stjörnuvöllur |
| 2300          |
|               |

| Valur             |
| ----------------- |
| Vodafonevöllurinn |
| 2 465             |
|                   |

| Víkingur R.   |
| ------------- |
| Víkingsvöllur |
| 1613          |
|               |